# Chen (stato)
Chen (陳) fu uno degli stati meno importanti sorto nell'antica Cina nel Periodo delle primavere e degli autunni. Era un piccolo Stato formato principalmente da un solo centro urbano situato nei pressi dell'attuale provincia di Henan, confinante a sud con lo Stato di Chu.
La famiglia reale di questo Stato rivendicava la propria discendenza dall'imperatore Shun. Secondo la tradizione, dopo la conquista della dinastia Shang attorno al 1046 a.C. Re Wu di Zhou si mise alla ricerca del vasaio Gui Man, (媯滿), un discendente di Shun per concedergli il feudo di Chen, che successivamente divenne uno Stato satellite e alleato di Chu nella battaglia di Chengpu. Venne annesso allo Stato di Chu nel 479 a.C. Dopo la distruzione del vecchio Stato di Chu, per un certo periodo la capitale Ying venne trasferita a Chen.